# Hellenius koreanus
Hellenius koreanus är en stekelart som beskrevs av Sergey A. Belokobylskij och Ku 1998. Hellenius koreanus ingår i släktet Hellenius och familjen bracksteklar. Inga underarter finns listade i Catalogue of Life.